# NGC 4100
NGC 4100 é uma galáxia espiral (Sbc) localizada na direcção da constelação de Ursa Major. Possui uma declinação de +49° 34' 58" e uma ascensão recta de 12 horas, 06 minutos e 08,3 segundos.
A galáxia NGC 4100 foi descoberta em 9 de Março de 1788 por William Herschel.